# Žarnovické podolie
Žarnovické podolie je geomorfologickou částí Žiarské kotliny. Leží v její jižní části, v údolí řeky Hron a v okolí města Žarnovica v Žarnovickém a Žiarském okrese.

## Vymezení
Území se nachází v jižním cípu Žiarské kotliny, v úzkém koridoru řeky Hron. Severní okraj se nachází v blízkosti obce Bzenica na jižním okraji Žiarského okresu, jižní hranice vede jižně od obce Voznica v okrese Žarnovica. Severním směrem pokračuje Žiarská kotlina, jihovýchodně leží Hodrušská hornatina, podcelek Štiavnických vrchů. Západní okraj vymezuje pohoří Vtáčnik s podcelky Raj, Župkovská brázda (část Župkovská vrchovina) a Nízký Vtáčnik.
Osou území je řeka Hron, směřující ze severu jihozápadním směrem k Slovenské bráně. V této části přibírá zejména menší vodní toky, významnějšími jsou Kľak, Hodrušský potok a Richnava. V severní části se nachází chráněný areál Revištský rybník.

## Doprava
Údolím řeky Hron vedou Žarnovickým podoliem důležité komunikace nadregionálního významu, rychlostní silnice R1 (součást E58 ), silnice I/65 a železniční trať Nové Zámky – Zvolen. Z hlavních silnic v Žarnovici odbočuje silnice II/512 (Žarnovica - Oslany).

## Turismus
Tato část Žiarské kotliny slouží jako východisko pro túry do okolních pohoří a do historicky cenných hornických lokalit. Široké okolí patřilo od středověku k významným hornickým oblastem v rámci celé Evropy a bohatá města vzkvétala, což se projevilo na dodnes zachované architektuře. Návštěvníci regionu tak vyhledávají nedalekou Novou Baňu, Hodrušu-Hámre či Banskou Štiavnici. Raritou a důkazem někdejší vulkanické činnosti je kromě trosek vulkánů i kamenné moře u obce Vyhne.
Milovníci přírody využívají dostupnost zajímavých lokalit západně ležícího pohoří Vtáčnik, jakož i východně se nacházejících Štiavnických vrchů, chráněných v rámci stejnojmenné CHKO. Přímo v severní části podolí leží zvláště chráněné území Revištský rybník.

### Turistické trasy
- po  červené trase z obce Žarnovica přes Voznicu do Banské Štiavnice
- po  modré trase:
  - z obce Žarnovica do města Nová Baňa
  - z obce Bzenica kolem obce Prochot na rozc. Gronštolne pod Veľkou Homôľkou
  - z Bzenice Chodníkem Andreja Kmeťa přes obec Vyhne do Banské Štiavnice
- po  zelené trase z Bzenice do obce Sklené Teplice[2]